# 勒翁库尔 (默兹省)
勒翁库尔（法語：Levoncourt，法語發音：[ləvɔ̃kuʁ] ⓘ）是法国默兹省的一个市镇，位于该省中部偏南，属于科梅尔西区。

## 地理
勒翁库尔（48°49'23"N, 5°21'5"E）面积7.8 平方千米，位于法国大東部大區默兹省，该省份为法国西北部内陆省份，北与比利时接壤，西接马恩省和阿登省，南至上马恩省和孚日省，东临默尔特-摩泽尔省。
与勒翁库尔接壤的市镇（或旧市镇、城区）包括：博德雷蒙、埃里兹圣迪济耶、日梅库尔、拉瓦莱、艾尔河畔利涅尔、吕蒙、艾尔河畔维洛特。
勒翁库尔的时区为UTC+01:00、UTC+02:00（夏令时）。

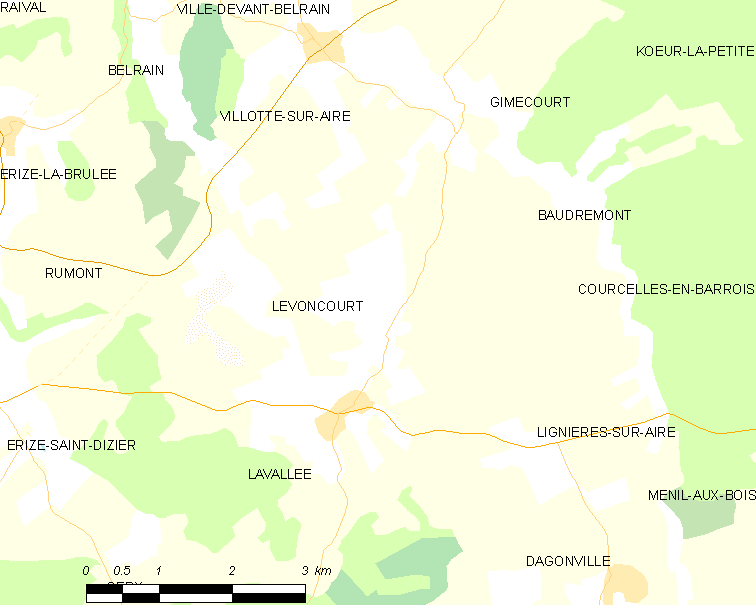
勒翁库尔的OSM定位图

## 行政
勒翁库尔的邮政编码为55260，INSEE市镇编码为55289。

## 政治
勒翁库尔所属的省级选区为默兹河畔迪约县。

## 人口

1962-2008年间勒翁库尔人口变化图示

勒翁库尔于2022年1月1日时的人口数量为56人。